# هنري الأول (ملك إنجلترا)

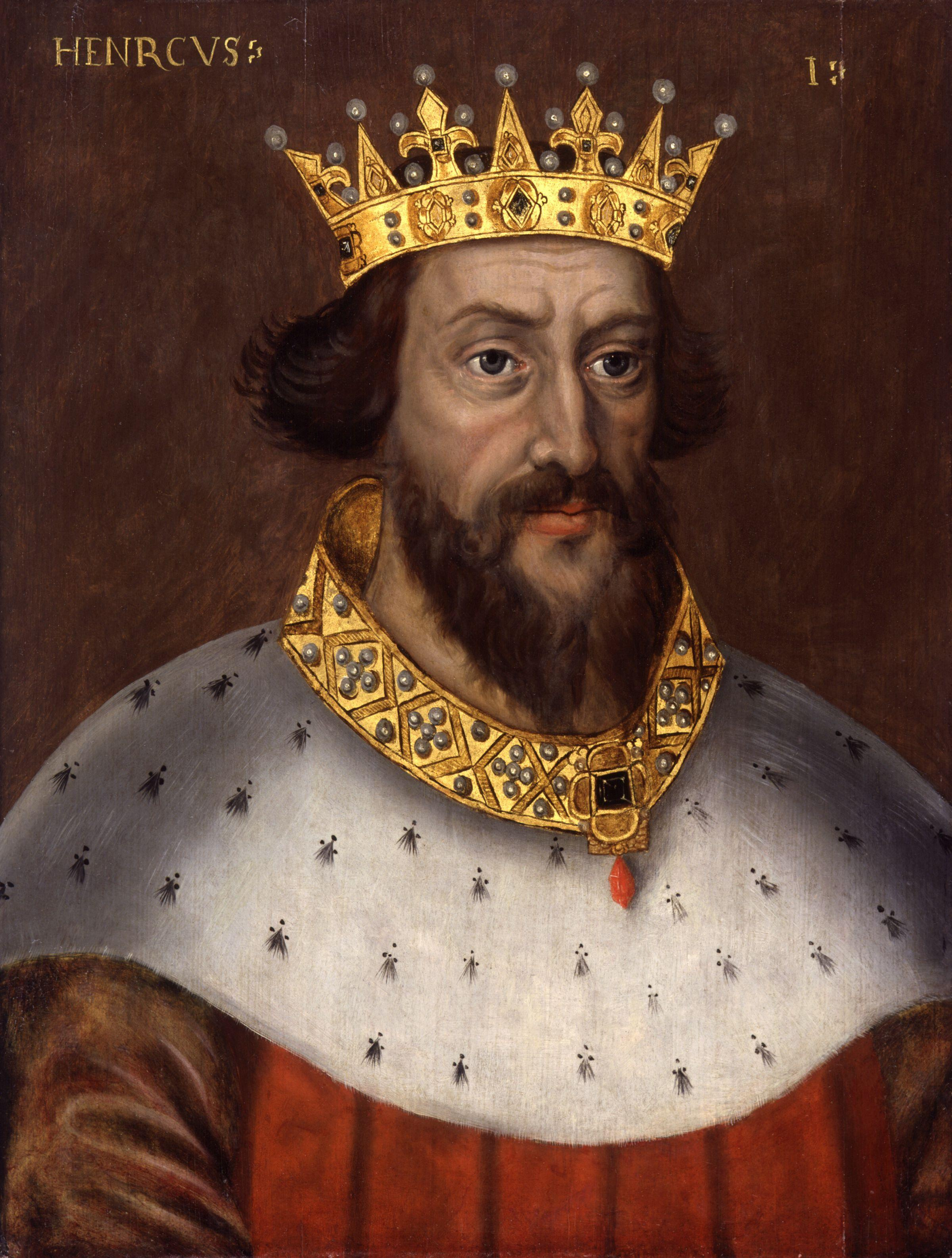
هنري الأول ملك إنجلترا ودوق نورماندي

هنري الأول ملك إنجلترا ودوق نورماندي (1068، يوركشاير - 1 ديسمبر 1135، نورماندي) هو الابن الرابع لويليام الاول الغازي، توج ملكاً على إنجلترا سنة 1100 بعد موت أخيه الأكبر ويليام الثاني. في سنة 1106، حارب أخاه الثاني روبرت الثاني دوق نورماندي وهزمه في معركة تينشيبراي وأخذ منه لقب دوق نورماندي. أكمل هنري الأول سياسة أبيه في تقوية الحكومة المركزية وسن تشريعات مهمة في مجال الحقوق المدنية. اشتهر هنري الأول بأنه أكثر ملك إنجليزي إنجاباً لأولاد غير شرعيين (عددهم يتراوح ما بين 20 و 25 طفل).

## بدايات حياته، 1068-1099

### الطفولة، 1068-1086
وُلد هنري في إنجلترا عام 1068، في الصيف أو في الأسابيع الأخيرة من العام، ربما في بلدة سيلبي في يوركشاير. كان والده ويليام الفاتح، دوق نورماندي والذي غزا إنجلترا عام 1066 ليصبح الملك، وأسس أراضٍ امتدت حتى ويلز. خلق هذا الغزو العديد من العقارات على جانبي القناة الإنجليزية. عادةً ما كان للبارونات روابط وثيقة بمملكة فرنسا، والتي كانت آنذاك تتكون من مجموعة واسعة من المقاطعات والأنظمة السياسية الأصغر، تحت السيطرة الاسمية للملك فقط. كانت والدة هنري، ماتيلدا فلاندرز، حفيدة روبرت الثاني ملك فرنسا، وربما سميت هنري على اسم عمها الملك هنري الأول ملك فرنسا.
كان هنري أصغر أبناء ويليام وماتيلدا الأربعة. يشبه جسديًا إخوته الأكبر سناً روبرت كورثوس وريتشارد وويليام روفوس، إذ كان، كما يصفه المؤرخ ديفيد كاربنتر، قصيرًا وممتلئ الجسم وممتلئ الصدر بشعر أسود. نتيجة لاختلاف السن والموت المبكر لريتشارد، ربما كان هنري قد رأى القليل نسبيًا من إخوته الأكبر سنًا، لكنه كان يعرف أخته أديلا جيدًا، إذ كانا قريبين بالعمر. هناك القليل من الأدلة الوثائقية عن سنواته الأولى. يشير المؤرخان وارين هوليستر وكاثلين طومسون إلى أنه نشأ في الغالب في إنجلترا، بينما تقول غوديث غرين أنه نشأ في البداية في الدوقية. كما أنه من غير المؤكد إلى أي مدى امتد تعليم هنري، لكن يُعتقد أنه كان قادرًا على قراءة اللاتينية ولديه بعض الخلفية  في الفنون الحرة. تلقى تدريبًا عسكريًا على يد مدرب يُدعى روبرت أشارد، وحصل على لقب فارس في 24 مايو 1086.

### الإرث، 1087 - 1088
في عام 1087، أُصيب ويليام بجروح قاتلة خلال حملة في فيكسين. التحق هنري بوالده المحتضر بالقرب من روان في سبتمبر، وهناك قسّم الملك ممتلكاته بين أبنائه. كانت قواعد الخلافة في أوروبا الغربية في ذلك الوقت غير مؤكدة. في بعض أجزاء فرنسا، تزداد شعبية البكورية، التي يرث فيها الابن الأكبر اللقب. في أجزاء أخرى من أوروبا، بما في ذلك نورماندي وإنجلترا، كان التقليد يقضي بتقسيم الأراضي، مع أخذ الابن الأكبر للأراضي الموروثة - التي تعتبر عادةً الأكثر قيمة - والأبناء الأصغر سناً يُمنحون أقسامًا أصغر.
عند تقسيم الأراضي، يبدو أن ويليام اتبع التقليد النورماندي، وميز بين الأراضي التي ورثها وإنجلترا التي حصل عليها من خلال الحرب. توفي ريتشارد، الابن الثاني لويليام، في حادث صيد، تاركًا هنري وأخويه ليرثوا الملكية. روبرت، الأكبر، على الرغم من تمرده المسلح ضد والده وقت وفاته، حصل على نورماندي. حصل هنري على مبلغ كبير من المال، نحو 5000 جنيه إسترليني، مع توقع أنه سيحصل أيضًا على مجموعة متواضعة من أراضي والدته.
عاد روبرت إلى نورماندي، متوقعًا أن يُمنح كل من الدوقية وإنجلترا، ليجد أن ويليام روفوس قد عبر القناة وتُوّج ملكًا. اختلف الأخوان بشكل أساسي حول الميراث، وسرعان ما بدأ روبرت في التخطيط لغزو إنجلترا للاستيلاء على المملكة، بمساعدة من قبل بعض النبلاء البارزين المتمردين ضد وليام روفوس. بقي هنري في نورماندي وتولى دورًا داخل بلاط روبرت، ربما لأنه لم يكن مستعدًا للانحياز علانية إلى وليام روفوس أو لأن روبرت انتهز الفرصة لمصادرة أموال هنري الموروثة في حال حاول المغادرة. عزل ويليام روفوس ممتلكات هنري الجديدة في إنجلترا، تاركًا هنري بلا أرض.
في عام 1088، بدأت خطط روبرت لغزو إنجلترا تتعثر، واتجه إلى هنري، مقترحًا أن يعيره شقيقه بعضًا من ميراثه، وهذا ما رفضه هنري. توصل هنري وروبرت بعد ذلك إلى حل بديل، إذ جعل روبرت من هنري كونت غرب نورماندي، مقابل 3000 جنيه إسترليني. كانت أراضي هنري مقاطعة جديدة أنشأها وفد من سلطة الدوقية، مع السيطرة على أسقفية كليهما.  كما أعطى هذا تأثيرًا لهنري على اثنين من القادة النورمانديين الرئيسيين، هيو دافرانش وريتشارد دي ريدفيرز، ودير مونت سان ميشيل، التي امتدت أراضيها عبر الدوقية. فشلت قوة غزو روبرت في مغادرة نورماندي، وتركت ويليام روفوس آمنًا في إنجلترا.

### كونت مقاطعة كوتنتين 1088-90
سرعان ما وصف هنري نفسه على أنه كونت وأنشأ شبكة من الأتباع من غرب نورماندي وشرق بريتاني، والذين وصفهم المؤرخ جون لو باتوريل بأنهم (عصابة هنري). من بين أنصاره الأوائل: روجر من ماندفيل، وريتشارد أوف ريدفرز، وريتشارد دافانش، وروبرت فيتزهامون، إلى جانب رجل الكنيسة روجر من سالزبوري. حاول روبرت التراجع عن صفقته مع هنري وإعادة تخصيص المقاطعة، لكن قبضة هنري كانت بالفعل قوية بما يكفي لمنع ذلك.  كانت فترة حكم روبرت للدوقية فوضوية، وأصبحت أجزاء من أراضي هنري مستقلة تقريبًا عن السيطرة المركزية.
خلال هذه الفترة، لم يثق ويليام ولا روبرت في هنري. في انتظار انتهاء التمرد ضد ويليام روفوس بأمان، عاد هنري إلى إنجلترا في يوليو 1088. التقى بالملك لكنه لم يتمكن من إقناعه بمنحه أملاك والدتهما، وسافر عائدًا إلى نورماندي في الخريف. أثناء غيابه، أقنع أودو، أسقف بايو، الذي اعتبر هنري منافسًا محتملاً، روبرت أن هنري كان يتآمر ضد الدوق مع ويليام روفوس. قبض أودو على هنري وسجنه في نويي لا فوريت، واستعاد روبرت مقاطعة كوتنتين.  احتُجز هنري هناك خلال فصل الشتاء، ولكن في ربيع عام 1089، تدخل نبلاء نورماندي لإطلاق سراحه.
على الرغم من أنه لم يعد رسميًا كونت كوتنتين، استمر هنري في السيطرة على غرب نورماندي. استمر الصراع بين إخوته. واصل ويليام روفوس مقاومة حكمه في إنجلترا، لكنه بدأ في بناء عدد من التحالفات ضد روبرت مع البارونات في نورماندي وبونتيو المجاورة. تحالف روبرت مع فيليب الأول ملك فرنسا. في أواخر عام 1090 شجع ويليام روفوس كونان بيلاتوس، وهو ساخر قوي في روان، على التمرد ضد روبرت. كان كونان مدعومًا من قبل معظم روان ووجه نداءات إلى الدوقية المجاورة لتبديل الولاء أيضًا.
أصدر روبرت نداء لمساعدة البارونات، وكان هنري أول من وصل إلى روان في نوفمبر، واندلع العنف، ما أدى إلى حرب وحشية إذ حاول الطرفان السيطرة على المدينة. غادر روبرت وهنري القلعة للانضمام إلى المعركة، لكن روبرت تراجع بعد ذلك تاركًا هنري لمواصلة القتال. تحولت المعركة لصالح القوات الدوقية وأسر هنري كونان. كان هنري غاضبًا لأن كونان قد انقلب على سيده الإقطاعي. لقد نقله إلى أعلى قلعة روان وبعد ذلك، على الرغم من عروض كونان بدفع فدية ضخمة، ألقاه من أعلى القلعة ومات. اعتبر المعاصرون أن هنري قد تصرف بشكل مناسب في جعل كونان عبرة، واشتهر هنري بمآثره في المعركة.
نتيجة ذلك، أجبر روبرت هنري على مغادرة روان، ربما لأن دور هنري في القتال كان أكثر بروزًا من دوره، أو لأن هنري طلب إعادته رسميًا باعتباره كونت كوتنتين. في أوائل عام 1091، غزا وليام روفوس نورماندي بجيش كبير بما يكفي لجلب روبرت إلى طاولة المفاوضات. وقع الشقيقان معاهدة في روان، تنص على منح ويليام روفوس مجموعة من الأراضي والقلاع في نورماندي.